# اپتیک فعال

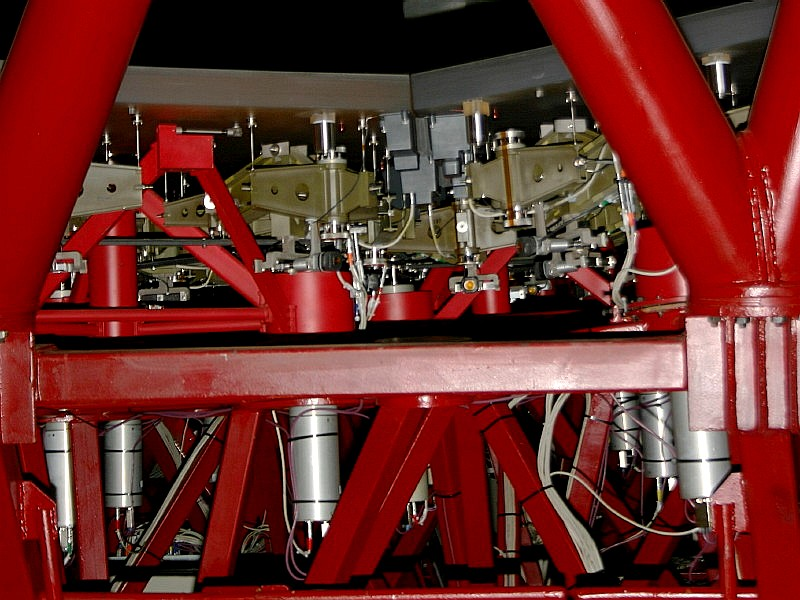
محرک‌های اپتیک فعال در تلسکوپ بزرگ جزایر قناری.

اپتیک فعال (انگلیسی: Active optics) اپتیک فعال یک فناوری است که با تلسکوپ‌های بازتابی توسعه یافته در دهه ۱۹۸۰ استفاده می‌شود، که به‌طور فعال آینه‌های تلسکوپ را شکل می‌دهد تا از تغییر شکل ناشی از تأثیرات خارجی مانند باد، دما و تنش مکانیکی جلوگیری کند. بدون اپتیک فعال، ساخت تلسکوپ‌های کلاس ۸ متر امکان‌پذیر نیست، همچنین استفاده از تلسکوپ‌هایی با آینه‌های قطعه بندی شده امکان‌پذیر نیست.
این روش در میان دیگران، توسط تلسکوپ‌های نوری نوردیک، تلسکوپ فناوری جدید، تلسکوپ Nazionale Galileo و تلسکوپ کک، و همچنین در همهٔ بزرگ‌ترین تلسکوپ‌هایی که از اواسط دههٔ ۱۹۹۰ ساخته شده‌اند، استفاده می‌شود.
اپتیک فعال نباید با اپتیک تطبیقی که در مقیاس زمانی کوتاه‌تر عمل می‌کند و اعوجاج‌های جوی را تصحیح می‌کند، اشتباه گرفته شود.